# Tennis in the Land
Tennis in the Land - тенісний турнір туру WTA, який проводиться 3 2021 року на кортах Jacobs Pavilion у Клівленді, США. Належить до категорії WTA 250. Відбувається останнього тижня перед US Open, до 2019 року цього тижня відбувався Connecticut Open.

## Фінали

### Одиночний розряд
| Рік  | Чемпіонка           | Фіналістка            | Рахунок       |
| ---- | ------------------- | --------------------- | ------------- |
| 2021 | Анетт Контавейт     | Ірина-Камелія Бегу    | 7–6(7–5), 6–4 |
| 2022 | Людмила Самсонова   | Олександра Саснович   | 6–1, 6–3      |
| 2023 | Сара Соррібес Тормо | Катерина Олександрова | 3–6, 6–4, 6–4 |
| 2024 | Маккартні Кесслер   | Беатріс Аддад Мая     | 1–6, 6–1, 7–5 |

### Парний розряд
| Рік  | Чемпіонки                  | Фіналістки                      | Рахунок               |
| ---- | -------------------------- | ------------------------------- | --------------------- |
| 2021 | Аояма Сюко Ена Сібахара    | Крістіна Макгейл Саня Мірза     | 7–5, 6–3              |
| 2022 | Ніколь Меліхар Еллен Перес | Анна Даніліна Александра Крунич | 7–5, 6–3              |
| 2023 | Като Мію Aldila Sutjiadi   | Ніколь Меліхар Еллен Перес      | 6–4, 6–7(4–7), [10–8] |
| 2024 | Крістіна Букша Сюй Їфань   | Аояма Сюко Ходзумі Ері          | 3–6, 6–3, [10–6]      |